# Bob's Burgers
Bob's Burgers er en amerikansk animeret TV-serie produceret af Twentieth Century Fox Television. Serien havde premiere på Fox i USA 9. januar 2011.Serien erstattede TV-serien King of the Hill som blev afsluttet i 2010, efter 13 sæsoner.

## Handling
Serien handler om den middelaldrede Bob som driver en hamburgerrestaurant. Restauranten driver han sammen med sin specielle familie som han bor sammen med i etagen ovenover.

## Roller
- Henry Jon Benjamin som Robert Bob Belcher
- Dan Mintz som Tina Belcher
- Eugene Mirman som Gene Belcher
- John Roberts som Linda Belcher
- Kristen Schaal som Louise Belcher
- Andy Kindler som Mort
- Larry Murphy som Teddy
- Todd Barry som Koen
- Ron Lynch som Ron
- Jon Glaser som Jairo
- Renée Taylor som Gloria
- Sam Seder
- Toby Huss
- Jack McBrayer som Marbles

## Links
- officiel hjemmeside
- Bob's Burgers på Internet Movie Database (engelsk)
- Bob's Burgers på Rotten Tomatoes (engelsk)
- Bob's Burgers på Metacritic (engelsk)
- Bob's Burgers på Filmaffinity (engelsk)
- Bob's Burgers på Netflix (engelsk)
- Bob's Burgers hos Behind The Voice Actors (engelsk)
- Bob's Burgers hos The Movie Database (engelsk)
- Bob's Burgers hos TheTVDB (engelsk)
- Bob's Burgers hos TV.com (engelsk)

| Fjernsyn | Spire Denne artikel om et tv-program er en spire som bør udbygges. Du er velkommen til at hjælpe Wikipedia ved at udvide den. |